# Thomas Theodor Jaeger
Thomas Theodor Jaeger (* 1977 en Klagenfurt, Austria) es un jurista austriaco, catedrático de Derecho europeo en la Facultad de Derecho de la Universidad de Viena y profesor externo del Colegio de Europa. También es presidente de la Asociación Austriaca de Derecho Europeo (ÖGER), la organización austriaca de la Federación Internacional para el Derecho Europeo (F.I.D.E.), miembro de número de la Academia Europea de Ciencias y Artes, y miembro del Consejo Asesor sobre Derecho Europeo del Ministerio Federal de Europa, Integración y Asuntos Exteriores (BMeiA). Sus investigaciones se centran en el Derecho económico europeo, en particular el mercado interior de la UE y la competencia, así como el Derecho de propiedad intelectual, el comercio exterior y la aplicación de la legislación y la jurisprudencia europeas. Su interés por el Derecho se deriva de su capacidad para configurar la sociedad.Su obra escrita comprende más de 300 obras distintas, entre ellas varias monografías y manuales de Derecho europeo.

### Asociación Austriaca de Derecho Europeo
Jaeger participa en la Asociación Austriaca de Derecho Europeo (ÖGER). Desde 2018, ha sido su presidente y, por lo tanto, también el representante austriaco en la F.I.D.E. (Fédération Internationale Pour le Droit Européen). Desde 1999, ÖGER otorga el Premio Académico Jean Monnet de Derecho Europeo para disertaciones jurídicas destacadas en el campo del Derecho europeo, que se publican en una serie separada por la editorial NVW (ahora Verlag Österreich). ÖGER también patrocina la serie ÖGER Research Paper Series, que publica trabajos destacados sobre Derecho europeo y sirve en particular para promover y dar a conocer a jóvenes académicos.
La importancia de la F.I.D.E. radica principalmente en la organización de sus congresos, que se celebran cada dos años en un Estado miembro diferente de la Unión Europea. Se consideran los congresos más importantes en el ámbito del Derecho europeo. Incluyen ponencias de especialistas en Derecho europeo reconocidos internacionalmente y de personas que trabajan en las instituciones de la Unión Europea (en particular, el Tribunal de Justicia de la Unión Europea). Los congresos de la F.I.D.E. sirven así al intercambio internacional de ideas entre juristas y profesionales del Derecho en el ámbito del Derecho europeo.